# Флаг Испании

Флаг Испа́нии состоит из трёх горизонтальных полос — двух равновеликих красных, верхней и нижней, между которыми расположена жёлтая полоса, ширина которой в два раза больше каждой красной полосы. На жёлтой полосе на расстоянии 1/3 от древкового края полотнища расположено изображение герба Испании.

## История
Флаг Испании в современном виде существует с 1785 года, когда король Карлос III Бурбон повелел испанским военным кораблям использовать знаки, позволяющие отличать их от кораблей других государств — белый морской штандарт Испании, украшенный гербом дома Бурбонов, легко было спутать со штандартами судов других стран. С тех пор красный и жёлтый цвета традиционно ассоциируются с Испанией, хотя как государственные они были приняты только в 1927 году.
В 1931 году была провозглашена республика и принят новый флаг, представляющий собой прямоугольное полотнище с тремя равновеликими полосами: красной, жёлтой и пурпурной. Однако в 1939 году военный мятеж генерала Франсиско Франко окончательно покончил с республикой, и жёлто-красный флаг, который был формально утверждён ещё в 1936 году, сразу после начала гражданской войны, был восстановлен.
Флаг с изображением современного варианта герба был официально введён 19 декабря 1981 года.

## Цвета
| Цвет(Denominación) | LAB | LAB | LAB | CIE 1931 | CIE 1931 | CIE 1931 | RGB | RGB | RGB | Цвета HTML | CMYK    | CMYK      | CMYK   | CMYK   |
| Цвет(Denominación) | H*  | C*  | L*  | Y        | X        | y        | R   | G   | B   | Цвета HTML | Голубой | Пурпурный | Жёлтый | Чёрный |
| ------------------ | --- | --- | --- | -------- | -------- | -------- | --- | --- | --- | ---------- | ------- | --------- | ------ | ------ |
| Красный            | 35º | 70  | 37  | 9,5      | 0,614    | 0,320    | 173 | 21  | 25  | #AD1519    | 0 %     | 88 %      | 86 %   | 32 %   |
| Жёлтый             | 85º | 95  | 80  | 56,7     | 0,486    | 0,469    | 250 | 189 | 0   | #FABD00    | 0 %     | 24 %      | 100 %  | 2 %    |

## Исторические флаги Испании

Бургундский крест; 1492-1701 (в некоторых контекстах до 1843)
1701—1760
1760—1785
1785—1873 1874—1931
1873—1874
1931—1936
1936
1936—1938
1938—1945
1945—1977
1978
1977—1981

## Протокол поднятия флага
Флаг должен развеваться только горизонтально. Его можно поднимать с общественных зданий, частных домов, предприятий, кораблей, городских площадей или во время официальных церемоний. Хотя флаг должен развеваться от восхода до заката, государственные учреждения в Испании и за рубежом обязаны вывешивать его круглосуточно; в ночное время и при плохом освещении флаг должен быть надлежащим образом освещен. Флаги должны соответствовать законодательным нормам, их нельзя пачкать или повреждать каким-либо образом .
Во время траурных мероприятий флаг может развеваться одним из следующих способов. Первый способ, известный как полумачта, заключается в том, что флаг поднимается на вершину флагштока, а затем опускается до положения «одна треть». Другой способ — прикрепить черную ленту к флагу, постоянно закрепленному на древке. Сама лента шириной десять сантиметров крепится к мачте так, чтобы ее концы доходили до низа флага. Во время похоронной церемонии флаг может использоваться для покрытия гробов правительственных чиновников, солдат и лиц, назначенных актом президента[уточнить]; эти флаги затем сворачиваются и вручаются ближайшим родственникам перед погребением .
При использовании флага Испании вместе с другими флагами приоритет имеют: национальный флаг, флаги иностранных государств, флаг Европы, международных неправительственных организаций, военные и правительственные флаги, флаги автономных сообществ, флаги городов и любые другие. Если наряду с испанским флагом используются иностранные флаги, то они сортируются в соответствии с названиями стран в алфавитном порядке на испанском языке. Единственным исключением является случай, когда конгресс или собрание, проводимое в Испании, предписывает использовать для сортировки другой язык. Флаг Европы был поднят с тех пор, как Испания стала членом Союза. Хотя в законе это не упоминается, флаг НАТО также может использоваться в Испании, поскольку он принадлежит этой организации .
При развертывании в присутствии других флагов национальный флаг не должен быть меньше по размеру и должен располагаться на видном, почетном месте, согласно соответствующему протоколу .